# S/2019 S 1
S/2019 S 1 este un satelit natural al lui Saturn. Descoperirea sa a fost anunțată de Edward Ashton, Brett J. Gladman⁠(d), Jean-Marc Petit și Mike Alexandersen pe 16 noiembrie 2021 din observațiile telescopului Canada-Franța-Hawaii efectuate între 1 iulie 2019 și 14 iunie 2021. 
S/2019 S 1 are aproximativ 5 kilometri în diametru și orbitează în jurul lui Saturn la o distanță medie de 11,2 milioane de km în 443,78 zile, la o înclinație de 44° față de ecliptică, în direcție progradă și cu o excentricitate de 0,623. Aparține grupului Inuit de sateliți neregulați prograzi și este printre cei mai interiori sateliți neregulați ai lui Saturn. Ar putea fi un fragment de coliziune dintre Kiviuq și Ijiraq, care au elemente orbitale foarte asemănătoare. 
Orbita excentrică al acestui satelit îl duce mai aproape de 1,5 milioane de km de Iapetus de mai multe ori pe mileniu. 